# 埃文斯冰原
72°45′S 164°30′E / 72.750°S 164.500°E

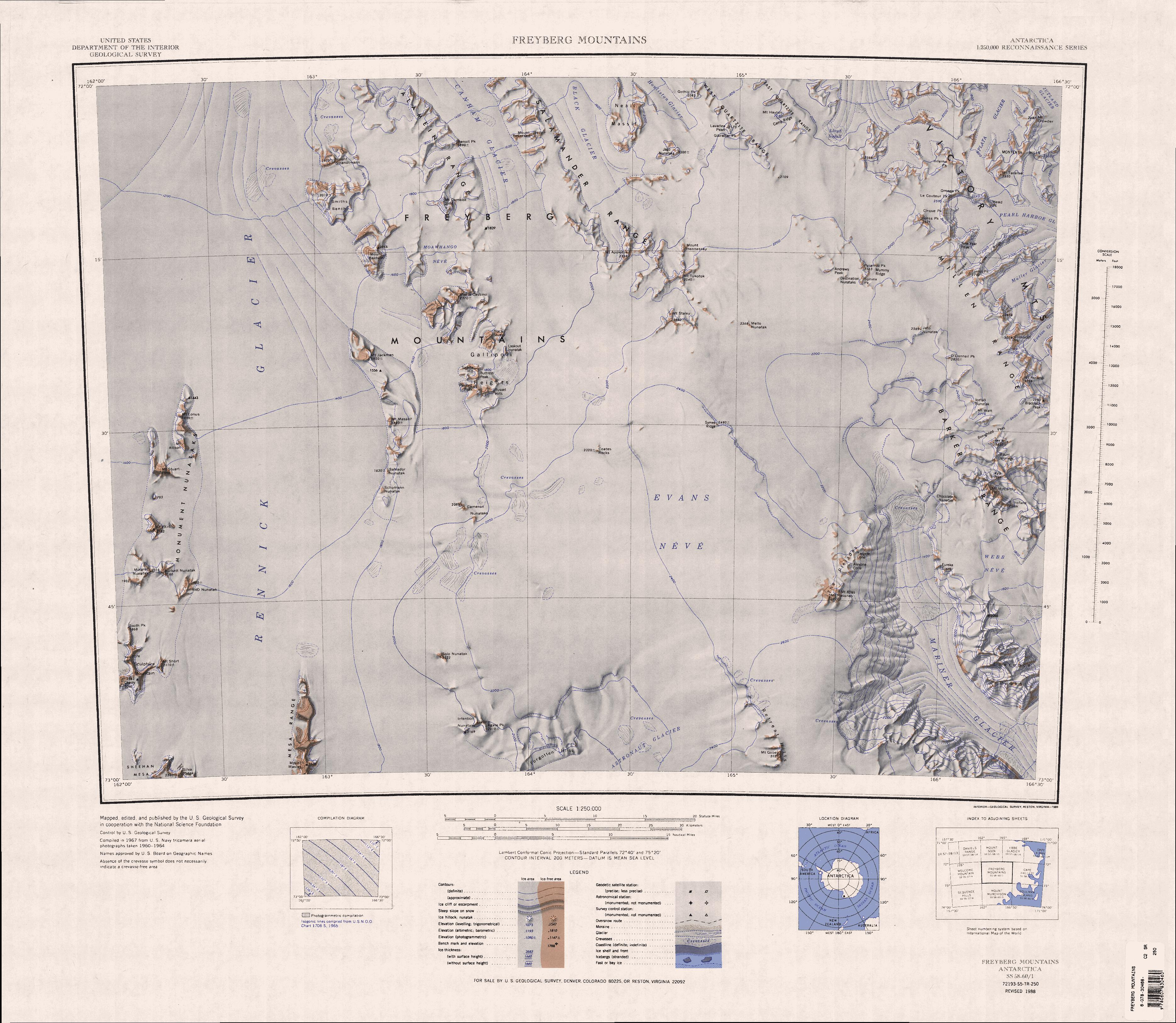

埃文斯冰原（英語：Evans Névé），是南極洲的冰原，位於維多利亞地的彭內爾海岸，由新西蘭探險隊以英國探險隊成員命名，現時由南極條約體系管理。